# Goldenes Horn (Kroatien)

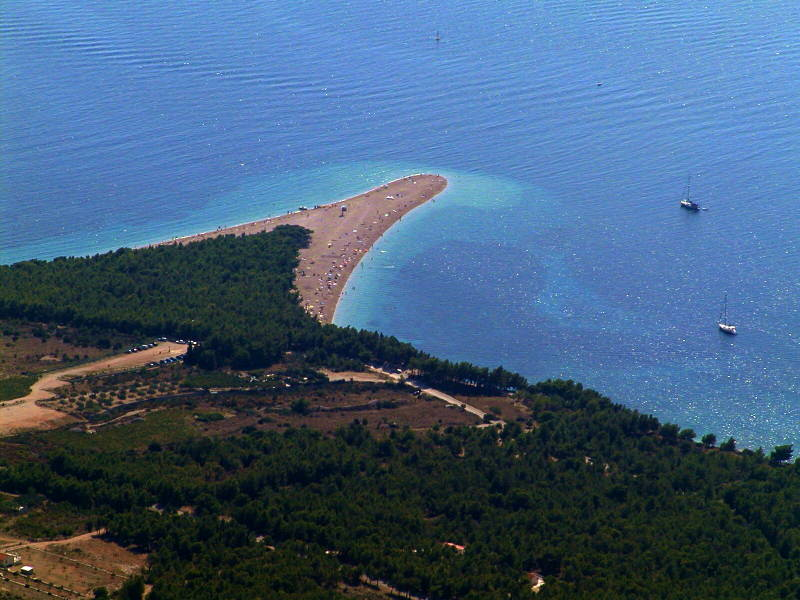
Goldenes Horn (Kroatien)

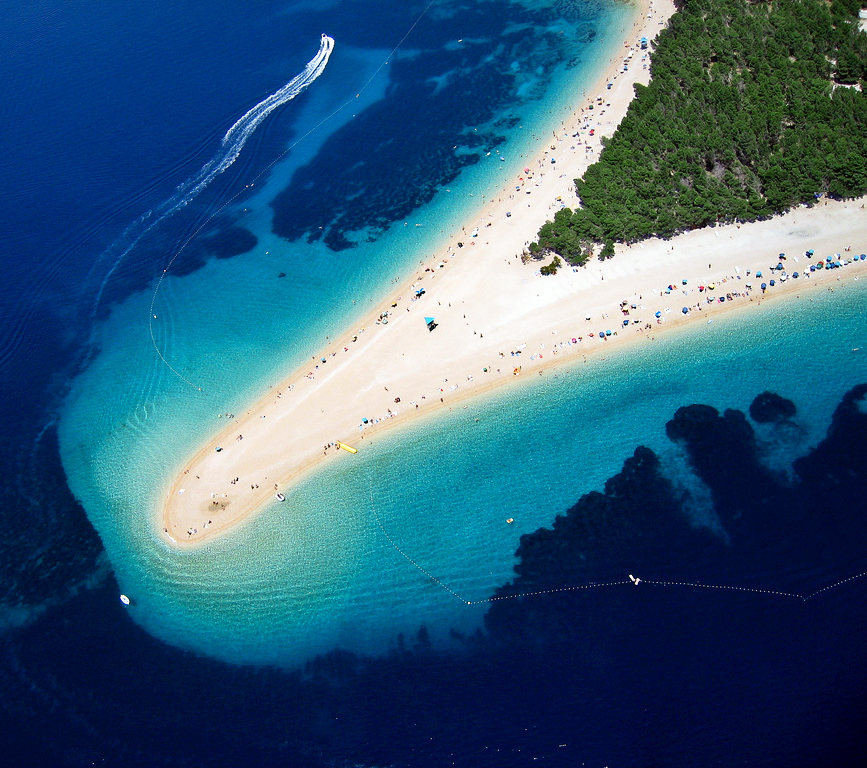
Goldenes Horn (Kroatien), Luftaufnahme

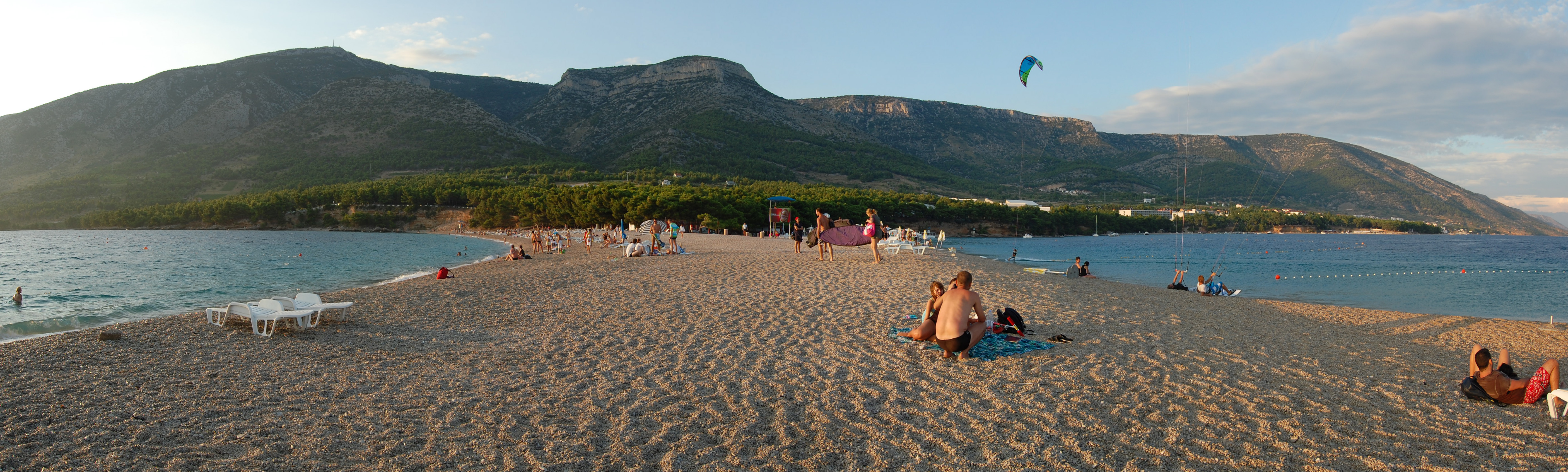
Zlatni rat

Das Goldene Horn (kroatisch Zlatni rat) gilt als einer der beliebtesten Strände Kroatiens. Er befindet sich auf Brač (nahe dem Ort Bol), einer Insel im Gebiet Dalmatien vor der Stadt Split am Adriatischen Meer.
Der Strand hat die Form einer Sichel bzw. eines Hornes. Er ragt von der Insel einige hundert Meter ins Meer hinaus und besteht aus kleinen, runden Kieselsteinen, die sich mit der Strömung über längere Zeit bewegen. Dabei verändert sich die Form des Strandes so, dass die Spitze mal in die eine, mal in die andere Richtung zeigt. Dieser Effekt wird durch die unterschiedlichen Wasserströmungen und den unterschiedlichen Wasserstand hervorgerufen.
Koordinaten: 43° 15′ 28,19″ N, 16° 38′ 2,97″ O